# 普賢寺 (南昌市)
普賢寺，中国南昌的一处古寺，位於惠民門內。
普賢寺在晉代稱為「禪居寺」。公元400年間，時任太守熊鳴鵠將私宅捐作寺廟。唐朝神龍元年（公元705年），普賢寺改名「隆興院」，亦稱「隆興寺」。因為惠民門位於寺廟附近，城門因此被稱為「寺步門」、「寺福門」。民諺中的「燒香拜佛寺福門」之說，以形容當年寺廟香火之鼎盛。
南唐保大二年，宜春刺史邊鎬慕名來寺禮佛，同時捐鐵10萬公斤，雇請巧匠鑄造了一尊普賢菩薩乘白象的佛像。該像高丈餘，長兩丈，僅次於四川峨眉山萬年寺的普賢鐵像。此佛像也與佑民寺的銅佛、銅鐘齊名，成為南昌文物三寶。寺廟同時被稱為普賢寺。
據傳，明朝永樂年間普賢寺曾經重建。除了三寶之一的「鐵像」外，普賢寺還有一座千斤重的鐵香爐，香爐足為三勇士像。一足後來失缺，寺院住持便雇人補完。
挺立普賢寺內千年之久的鐵像與香爐，在文革期間被熔毀，普賢寺也因拓建南浦路而被拆除，現已無跡可尋。